# Mazzetti (gioco di carte)
I mazzetti o monti, sono un gioco di carte che si gioca con 52 carte di semi: cuori, quadri, fiori, picche.

## Come si gioca
Si determina chi farà il mattaro, per farlo si distribuiscono le carte una alla volta in senso anti orario per ogni giocatore, chi riceve il re di denari è mattaro. Una volta fatto questo, il gioco si baserà solo sulla fortuna. Il mattaro mischia le carte e fa alzare a uno dei giocatori, per chi alza il mazzo, vale la regola che deve puntare sul primo mazzetto. Si fanno tanti mazzetti quanti sono i giocatori più uno per il mattaro, ma ogni giocatore può richiederne anche più di uno, puntando su ogni mazzetto che sceglie di avere. Una volta scelti tutti i mazzi ne rimarrà uno per il mattaro, che potrà girare prima o dopo a sua discrezione. Nel caso la carta del mattaro sia più alta di un mazzetto scelto da un giocatore, il mattaro prende la puntata, nel caso contrario paga, in caso abbiano lo stesso valore vince la carta del mattaro. La matta, ovvero chi fa i mazzetti, può passare di giocatore in giocatore in due casi, in caso di cessione da parte del mattaro, ovvero se la vende a qualcuno che la vuole a un prezzo da lui stabilito, o nel caso uno dei mazzetti dei giocatori abbia un re. Nel caso vi siano due re, per decidere di chi sarà la matta, si vede il valore della carta immediatamente sotto quella del re, la matta spetta a chi trova la carta più alta. Nel caso un giocatore abbia il re a denari, la matta sarà comunque sua anche in presenza di altri re.